# Гейверфорд Тауншип (округ Делавер, Пенсільванія)
Гейверфорд Тауншип (англ. Haverford Township) — селище (англ. township) в США, в окрузі Делавер штату Пенсільванія. Населення — 50 431 особа (2020).

## Демографія
Згідно з переписом 2010 року, у селищі мешкала 48 491 особа в 17 784 домогосподарствах у складі 12 749 родин. Було 18350 помешкань
Расовий склад населення:
| - 91,2 % — білих - 4,2 % — азіатів - 2,7 % — чорних або афроамериканців - 0,1 % — корінних американців |

До двох чи більше рас належало 1,3 %. Частка іспаномовних становила 1,9 % від усіх жителів.
За віковим діапазоном населення розподілялося таким чином: 23,5 % — особи молодші 18 років, 61,2 % — особи у віці 18—64 років, 15,3 % — особи у віці 65 років та старші. Медіана віку мешканця становила 40,5 року. На 100 осіб жіночої статі у селищі припадало 90,8 чоловіків;  на 100 жінок у віці від 18 років та старших — 87,2 чоловіків також старших 18 років.
Середній дохід на одне домашнє господарство  становив 117 187 доларів США (медіана — 95 862), а середній дохід на одну сім'ю — 136 643 долари (медіана — 115 469). Медіана доходів становила 75 492 долари для чоловіків та 59 665 доларів для жінок. За межею бідності перебувало 3,9 % осіб, у тому числі 4,1 % дітей у віці до 18 років та 3,7 % осіб у віці 65 років та старших.
Цивільне працевлаштоване населення становило 24 894 особи. Основні галузі зайнятості: освіта, охорона здоров'я та соціальна допомога — 33,6 %, науковці, спеціалісти, менеджери — 15,4 %, роздрібна торгівля — 10,8 %, фінанси, страхування та нерухомість — 8,4 %.